# Bulletin of the Torrey Botanical Club
Bulletin of the Torrey Botanical Club, (abreujat Bull. Torrey Bot. Club), va ser una revista amb il·lustracions i descripcions botàniques que va ser editada a Nova York pel Torrey Botanical Club. Se'n van publicar 123 números des de 1870 fins a 1996, als quals es van publicar 8836 noms de plantes. Va ser reemplaçada pel Journal of the Torrey Botanical Club amb el número 124, l'any 1997.